# مزرعة محتوى
مزرعة المحتوى (بالإنجليزية: Content farm)‏ وتسمى أيضاً بمعامل المحتوى ويقصد بها المواقع التي تقوم بتعبئة أكبر قدر من المحتوى سواء بواسطة بوت أو أشخاص لإنشاء قدر كبير من محتوى الويب النصي المصمم خصيصًا لتلبية خوارزميات محركات البحث الآلية والتي تُعرف باسم SEO (تحسين محرك البحث). هدفهم الرئيسي هو توليد عائدات الإعلانات من خلال جذب مشاهدات صفحات القارئ بدون الإهتمام بجودة المحتوى،  يتم اعتبار مزارع المحتوى كنوع من السبام ومحتوى الويب الغير مرغوب فيه.
تم تسميتها بهذا الأسم لأنها أشبه بعملية الزراعة حيث يتم زراعة رقع كبير من أجل الحصول على أكثر محصول ممكن، ولذلك يتم إنشاء الكثير من المحتوى بغرض تحقيق أكبر مكاسب ممكنة وذلك عن طريق متابعة أكثر المحتويات المرغوبة من الزوار ثم إنشاء الكثير من المقالات عنها دون مراعاة جودتها أو دقة المعلومات بها وعادة ما تحتوي على عناوين جاذبة للقراء.
يعد جداول الأجور في هذه المواقع قليل مقارنة بالرواتب التقليدية التي يتقاضاها المحررين والكتاب، عادة ما يشارك في كتابة هذه المقالات عدد من الهواة وأشارت بعض التقارير أن كاتبات المحتوى غالبًا ما يكونن متعلمات ولديهن أطفال يسعون للحصول على دخل إضافي أثناء العمل في المنزل.

## أصل المصطلح
لم يعرف أصل المصطلح ولكنه ظهر وأنتشر في مطلع الألفية وأطلق على العديد من بعض المواقع المصنفة على أنها مزارع محتوى وتحوي عدد كبير من المقالات وقد تتربح ملايين الدولارات مما شجع بعض المواقع على تنفيذها، في عام 2009 كتبت مجلة Wired أنه وفقًا لمؤسسها ومديرها التنفيذي ريتشارد روزنبلات كان لديه موقع Demand Media (والتي تتضمن eHow) وقال أنه بحلول الصيف المقبل ستنشر مليون صفحة شهريًا أي ما يعادل أربع ويكيبيديا باللغة الإنجليزية سنويًا ". موقع آخر وهو Associated Content تم تصنيفه على أنه مزرعة محتوى ومع ذلك تم شراؤه في مايو 2010 بواسطة ياهو مقابل 90 مليون دولار. والذي تم تغيير اسمه إلى Yahoo! أصوات ثم تم إغلاقه في عام 2014.

## انتقادات
يقول النقاد أن مزارع المحتوى تقدم محتوى منخفض الجودة وأنها تزيد من الأرباح إلى أقصى حد من خلال إنتاج مواد «جيدة بما يكفي» بدلاً من مقالات عالية الجودة. عادة ما يتم كتابة المقالات بواسطة كتاب بشريين بدلاً من العمليات الآلية، ولكن قد لا يتم كتابتها بواسطة متخصص في الموضوعات التي يتم الإبلاغ عنها. اعترف بعض المؤلفين الذين يعملون في المواقع التي تم تحديدها كمزارع محتوى بأنهم يعرفون القليل عن الحقول التي يبلغون عنها. ترى محركات البحث أن مزارع المحتوى تمثل مشكلة لأنها تميل إلى جلب المستخدم إلى نتائج البحث الأقل صلة والأقل جودة. أدى انخفاض الجودة وسرعة إنشاء المقالات في هذه المواقع إلى إجراء مقارنات مع صناعة الوجبات السريعة 

## خوارزميات جوجل
في أحد مقاطع الفيديو الترويجية للبحث من جوجل والذي تم نشره في صيف 2010 تم الإبلاغ عن الكثير من المواقع ذات مزارع المحتوى. في أواخر فبراير 2011 أعلنت جوجل أنها تعدل خوارزميات البحث بشكل كبير «لتوفير تصنيفات أفضل للمواقع عالية الجودة - المواقع ذات المحتوى الأصلي والمعلومات مثل البحث والتقارير المتعمقة والتحليل المدروس وما إلى ذلك.»  تم الإبلاغ عن هذا رد فعل لمزارع المحتوى ومحاولة لتقليل فعاليتها في التلاعب بترتيب نتائج البحث وأطلق عليه جوجل باندا.